# Д’Аркур д’Олонд, Амеде Луи Шарль Франсуа
Амеде Луи Андре Мари Шарль Франсуа д’Аркур д’Олонд (фр. Amédée Louis André Marie Charles François d'Harcourt d'Olonde; 17 июля 1771, Париж — 14 сентября 1831, Сент-Леонард (Беркшир) — французский аристократ, маркиз д’Аркур, член Палаты пэров.
Сын Шарля Луи Эктора д’Аркур д’Олонда, маркиза д’Аркура, и Анны д’Аркур-Бёврон.
Эмигрировал в Англию в период Великой Французской революции. Долгое время служил в английской армии. В сентябре 1830 по праву наследования был допущен в Палату пэров на место своего отца, умершего в 1820. Послал во Францию свою присягу, но в заседаниях палаты не участвовал, оставшись в Англии.

## Семья
Жена (12.06.1800): Элизабет Софи Аркур де Пендли (1771—1846), дочь Ричарда Барда Аркура де Пендли и Рейчел Несбитт.
Дети:
- Вильям Бернард д’Аркур д’Олонд (1801—1847), маркиз д’Аркур. Жена (3.02.1837): Гарриет Элизабет Джорджиана Кавендиш (1812—1892), дочь Генри Фредерика Комптона Кавендиша и Сары Фоукенер
- Жорж Тревор Дуглас Бернар д’Аркур д’Олонд (1808—1883), маркиз д’Аркур. Жена (5.08.1841): Жанна Пола де Бополь де Сент-Олер (1817—1893), дочь Луи Клера де Бополь де Сент-Олера, графа де Сент-Олера, и Луизы Шарлотты Виктории дю Рур де Бомон-Бризон
- Мария Августа д’Аркур д’Олонд (1813—1892). Муж (23.04.1833): Арман Шарль Анри де Ла Круа де Кастр (1807—1862)